# Ludo (tv-serie)
 For alternative betydninger, se Ludo (flertydig). (Se også artikler, som begynder med Ludo)
Ludo er navnet på en dansk tv-serie for børn i syv dele, der blev produceret af Danmarks Radio i 1985. Serien er instrueret af Anette Pilmark og handler om en helt almindelig dansk families sommerhusferie.

## Medvirkende
- Lars Knutzon – Tom
- Terese Damsholt – Ulla
- Marie Louise von Bülow – Tulle
- Marie Langvad – Anne
- Karl Bille – Ole
- Maria Franck – Pia
- Merete Hegner – Eva
- Eva Jensen – Lise
- Jesper Christensen – Hans
- Karina Kjøller – Marie
- Vivienne McKee – Jenny
- Joen Bille – Jens
- Simon Schack von Brockdorff – Timmy
- Bülent Tanriverdi – Hamdi
- Saadou Mourched – Hassan
- Vera Gebuhr – Farmor
- Sune Otterstrøm – En dreng
- Inger Hovman – En dame
- Sonja Oppenhagen – Birte
- Claus Strandberg – Kurt
- Rikke Louise Andersson – Rikke

## Episoder
1. Prinsesser spiser ikke agurker
2. Se med sukker og sitron
3. Hvor var vi ellers henne?
4. Hvaffor en forfærdelig ulykke?
5. Det er bedre hvis man er fire
6. Det er synd for sildene
7. Teskeer vokser ikke på træerne